# Sextuplano Zerbe
O Sextuplano Zerbe foi um dos primeiros de aviões não convencionais desenvolvido por James Slough Zerbe por volta de 1908. A aeronave possuía seis asas alinhadas de forma ascendente em degraus, e eram sustentadas por vários montantes acima do assento do piloto e da fuselagem simples de tubos. A propulsão era provida de apenas uma hélice em configuração tratora. Nenhuma anotação sobre a performance do Sextuplano sobreviveu.